# غورو نيشيدا
غورو نيشيدا (باليابانية: 西田吾郎؛ بالكانا: にしだ ごろう) هو أستاذ جامعي ورياضياتي ياباني، ولد في 18 سبتمبر 1943 في أوساكا في اليابان، وتوفي في 2 يونيو 2014.